# Warren Hoburg
Warren Woodrow Hoburg (* 16. September 1985 in Pittsburgh, Pennsylvania, USA) ist ein US-amerikanischer Ingenieur, Hochschullehrer und Astronaut.

## Ausbildung
Nach dem Abschluss der High School in Wexford (Pennsylvania) studierte Hoburg am Massachusetts Institute of Technology (MIT). Er machte dort seinen Bachelor. Dann promovierte er auf den Gebieten der Elektrotechnik und der Informatik an der University of California, Berkeley.
Außerdem ist Hoburg ausgebildeter Pilot mit Berechtigung zum Instrumentenflug und zum Fliegen von ein- und mehrmotorigen Flugzeugen.

## Beruf
Hoburg arbeitete zunächst bei Boeing Commercial Airplanes. Dort entwickelte er Software für bestimmte Herstellungsverfahren. Danach wurde Hoburg Assistant Professor für Luftfahrt und Raumfahrtwissenschaften am MIT. Er lehrte auf dem Gebiet der Dynamik und der Luft- und Raumfahrttechnik. Mit seiner Gruppe entwickelte er die Open-Source-Software GPkit. Diese Software ist ein Python-Programmpaket für geometrische Programme. Das Programmpaket wurde zur Konstruktion eines Unbemannten Luftfahrzeuges für die United States Air Force genutzt. Dieses Luftfahrzeug kann sich bis zu fünf Tage in der Luft halten.
Hoburg forschte über effiziente Methoden zum Design technischer Systeme.

## Astronautentätigkeit
2017 wurde Hoburg für die NASA Astronaut Group 22 ausgewählt, mit der er sein Raumfahrttraining absolvierte. Von 2020 bis 2021 gehörte Hoburg zur Ersatzmannschaft für ISS-Expedition 64.
Am 2. März 2023 um 5:34 Uhr UTC (= 6:34 MEZ) startete Hoburg als Pilot der SpaceX Crew-6 zu seinem ersten Raumflug. Das Raumschiff dockte am nächsten Tag um 6:40 Uhr UTC (= 7:40 MEZ) an der ISS an.

## Auszeichnungen
Hoburg erhielt mehrere Preise und Stipendien des American Institute of Aeronautics and Astronautics, darunter zweimal den Preis für hervorragende Lehre am MIT.

## Privates
Hoburg wuchs in Pittsburgh auf. Seine Eltern, Jim und Peggy Hoburg, leben in Moultonborough, New Hampshire. Hoburg ist Pilot und in seiner Freizeit Bergsteiger.
Von 2010 bis 2013 war Hoburg Mitglied der Bergrettungsdienstes des Yosemite-Nationalparks (Yosemite Search and Rescue) und der Berge des San Francisco Bay Areas (Bay Area Mountain Rescue Unit).